# Kirsten van Teijn
Kirsten van Teijn (Alkmaar, 3 januari 1989) is een Nederlandse cabaretière, zangeres en actrice.
Begin 2013 won ze op het Griffioen/Zuidplein Cabaret Festival de Jury- en Publieksprijs en vervolgens studeerde ze af aan de Koningstheateracademie in Den Bosch.
In datzelfde jaar won ze op het Groninger Studenten Cabaret Festival zowel de Jury-, Publieks- als Persoonlijkheidsprijs in de Groningse Schouwburg. In 2014 tekende ze bij impresariaat WallisFinkers en in 2015 ging haar eerste avondvullende voorstelling Heilloos in première. In 2016 kreeg ze het Stijgend Applaus Stipendium toegewezen uit handen van de VSCD-cabaretjury. Eind van dat jaar ging haar tweede voorstelling Zalf in première, waarmee ze tot april 2018 langs de theaters toerde. Later in 2018 begon de tournee van haar derde voorstelling, Nobel. 	
Op 8 november 2021 ging haar nieuwe voorstelling "(S)EXPERIMENT" in première in De Kleine Komedie in Amsterdam. Een jaar later ontving ze hiervoor de cabaretprijs Neerlands Hoop.

## Theaterprogramma's
- 2014-2016: Heilloos - Regie: Annelies Herfst; gitaar: Leon Sibum
- 2016-2018: Zalf - Regie: Annelies Herfst; gitaar: Leon Sibum; coach: Vincent van den Elshout; eindregie: Jessica Borst
- 2018-2020: Nobel - Regie: Jessica Borst; gitaar: Leon Sibum
- 2021-2023: “(S)EXPERIMENT” - Regie: Vincent van den Elshout
- 2023-: "Jaloezie is een b*tch" - Regie: Jessica Borst

## Prijzen
- 2013: Jury & publieksprijs Griffioen/Zuidplein Cabaret Festival
- 2013: Jury, publieks & persoonlijkheidsprijs Groninger Studenten Cabaret Festival
- 2022: Neerlands Hoop